# Furor Gallico
Furor Gallico is een Italiaanse celticmetal- en paganmetalband. De band werd in 2007 opgericht in Milaan door bandleden Melissa “Mela” Milani (basgitaar), Stefano “Ste” Centineo (gitaar) en Elisabetta “Becky” Rossi (Keltische harp) en brengt zowel nummers in het Engels als Italiaans uit. Het nummer Curmisagios werd gezongen in het Brianzöö, een Lombardisch dialect dat gesproken wordt in Brianza.

## Etymologie
Furor Gallico is de beschrijving die de oude Romeinen gaven aan bloeddorstige Keltische strijders die klaarstonden om aan te vallen, zodra zij hun land of volk moesten beschermen.

## Geschiedenis
Het oorspronkelijke doel van de band was om een nieuwe vorm van Italiaanse folkmetal te spelen. Op een later moment werden paganistische elementen toegevoegd, waaronder kenmerkende zang. Ook kwam drummer Marco Boyer bij de band. De bandleden wisselen elkaar om beurten af op het gebied van tekstschrijven en componeren van de muziek.
Na de oprichting begon Furor Gallico al snel met het geven van liveoptredens en kwam multi-instrumentalist Maurizio “Merogaisus” Cardullo bij de band. Hierdoor kreeg de band de beschikking over diverse soorten fluiten, een bouzouki en doedelzak. In 2008 verscheen de eerste demo 390 b.c. - The Glorious Dawn. Na de opname verliet basgitariste Melissa Milani de band om zich te focussen op andere projecten; ze werd vervangen door een nieuwe basgitarist onder de artiestennaam ‘Mac’.
In 2009 verliet drummer Marco Boyer de band vanwege tijdsgebrek door zijn studie. Nadien werd het eerste volledige album opgenomen. Het album werd in eigen beheer gemaakt en uitgegeven, maar kende wel enig succes, en bevat een divers geluid: harde stukken en elektrische gitaren worden afgewisseld met harp-, viool- en fluitmelodieën.
In 2009 en 2010 stelde Furor Gallico muziek samen voor de opera Hamlet, die op meerdere locaties in Noord-Italië werd opgevoerd. In 2015 bracht de band hun tweede album genaamd Songs From The Earth uit. Kort daarvoor had Furor Gallico een platencontract getekend bij Scarlet Records. Het album werd met gemengde reacties ontvangen: zo vond criticus Angry Metal Guy dat het album erg goed in elkaar zat, maar wel precies de binnen lijntjes van het genre kleurde.
Het derde album, Dusk of the Ages, verscheen in 2019. Het album werd beter ontvangen dan het vorige.
Eind 2023 kondigde Furor Gallico het vierde album aan: Future to Come. Het album werd goed ontvangen.

## Stijl
Furor Gallico maakt gebruik van verschillende zangtechnieken (onder meer gewoon zingen en grunten) en verschillende instrumenten, waaronder een Keltische harp, diverse soorten fluiten en een bouzouki.
De band wordt vergeleken met bands als Eluveitie, Ensiferum, Dimmu Borgir en Korpiklaani.

## Discografie

### Demo's
| Jaar | Titel                        |
| ---- | ---------------------------- |
| 2008 | 390 b.c. - The Glorious Dawn |

### Studioalbums
| Jaar | Titel                |
| ---- | -------------------- |
| 2010 | Furor Gallico        |
| 2015 | Songs from the Earth |
| 2019 | Dusk of the Ages     |
| 2024 | Future to Come       |

### Singles (selectie)
| Jaar | Titel            | Album            |
| ---- | ---------------- | ---------------- |
| 2018 | The Phoenix      | Dusk of the Ages |
| 2024 | Among the Ashes  | Future to Come   |
| 2024 | Call of the Wind | Future to Come   |
| 2024 | Birth of the Sun | Future to Come   |